# サラディンの鷲

1958年にアラブ連合共和国が採用して以来、様々なアラブ諸国が汎アラブ主義のシンボルとして国章に導入してきた「サラディンの鷲」のデザイン。中央の盾部分には国旗が描かれる

サラディンの鷲（Eagle of Saladin、アラビア語: نسر صلاح الدين,、ナスル・サラーフ・アッディーン）は紋章に使われる鷲のシンボルで、エジプト、イラク、パレスチナ、イエメンといったアラブ諸国の国章に用いられている。かつて北イエメン、南イエメン、リビア、アラブ連合共和国の国章でもあった。エジプトでは「エジプトの鷲」（アラビア語: النسر المصري、アン＝ナスル・アル＝ミスリー）、あるいは「共和国の鷲」（アラビア語: النسر الجمهوري、アン＝ナスル・アル＝ジュムフーリー）とも呼ばれる。
1952年のエジプト革命以来、鷲はエジプトのシンボルとされ、1950年代以降にアラブ諸国で進行した反帝国主義的な政変ではアラブ民族主義のシンボルとみなされた。

## 起源

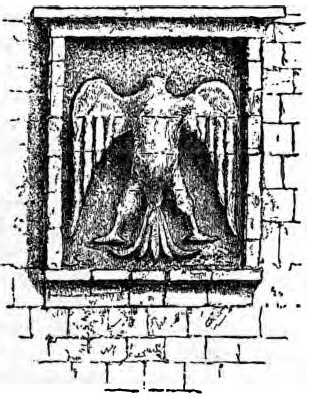
カイロ城塞の鷲のシンボルのスケッチ（19世紀後半）。頭部は欠損している

サラーフッディーン（サラディン）は1176年より、十字軍の侵攻に備えてカイロの外側にカイロ城塞（シタデル）を建設した。城塞の西の外壁には石でできた鷲の浮き彫りが飾られている。この鷲の像は一般にはサラディン個人のシンボルであったともいわれるが、歴史史料からはサラディンが鷲を紋章に用いていたという証拠は見つかっていない。今日残る鷲の浮き彫りは頭部が欠損しているが、17世紀のオスマン帝国の旅行家エヴリヤ・チェレビは、この鷲が双頭の鷲であり、明るい色に塗られていて、舌は銅で飾られていたと書いている。18世紀のヨーロッパ人旅行家も同様のことを書いている。浮き彫りは最初からこの位置にあったのではなく、後年に（おそらく城塞の壁面の上部が再建されたムハンマド・アリーの治世に）移されたとみられる。双頭の鷲はサラディンの弟でアイユーブ朝のスルタンとなったアル＝アーディル（1201年から1218年にかけて在位）の時代の硬貨にも用いられている。

## 近代の国章
自由将校団による1952年のエジプト革命はエジプト民族主義を改めて主張したところにその特徴があったが、後にガマール・アブドゥル＝ナーセルが実権を握り大統領となると、汎アラブ主義が前面に出るようになった。汎アラブ主義は中東戦争（アラブ・イスラエル紛争）の文脈から出てきたもので、これが十字軍とアラブとの紛争に重ね合わせられ、革命後のエジプト指導者層の「アラブ解放」への尽力が、中世にエジプトの支配者としてアラブ諸国を束ねてパレスチナを十字軍国家から解放したサラディンの戦いと関連付けられて語られるようになった。
ともに第一次中東戦争でイスラエルと戦った軍人であるエジプト革命政府の大統領ムハンマド・ナギーブと実質的な指導者ナーセルは、サラディンの個人的シンボルとされた鷲をエジプトの国章に採用し、汎アラブ色の黒・白・赤・緑をあしらったアラブ反乱旗をもとにしたエジプト新国旗を導入した。国旗は赤・白・黒の三色旗で、中央には国章の「緑地に白い三日月と三つの星をあしらった円盤を胸に抱えた金色のサラディンの鷲」が置かれた。緑色の円盤はエジプト民族主義を掲げた1919年のエジプト革命を表したもので、エジプト民族主義とアラブ民族主義が協力して王制を打倒して革命を起こしたことを象徴していた。1958年にエジプトがシリアと合同してアラブ連合共和国を成立させると、サラディンの鷲はデザインが変わったものの引き続き国章となった。
1961年のクーデターでシリアはアラブ連合共和国から脱退したが、サラディンの鷲はアラブの統一を示すシンボルであり続けた。1962年に北イエメンで王政派と共和派が戦う内戦が始まると、エジプトの支援を受けた共和派はイエメン・アラブ共和国の国章にサラディンの鷲を用い、1967年に南イエメンで成立したイエメン人民民主共和国もサラディンの鷲を国章に採用した。1963年にイラクで汎アラブ主義者のバアス党イラク地域指導部がラマダーン革命を起こして実権を握ると、イラクもサラディンの鷲を国章に採用した。1969年にはリビアでクーデターが起きリビア・アラブ共和国が成立すると、同じくサラディンの鷲を国章に採用した。
1972年にエジプト・シリア・リビアが「アラブ共和国連邦」を結成すると、サラディンの鷲は「クライシュの鷹」に置き換えられた。シリアとリビアは連邦解体後もクライシュの鷹を使い続けているが、エジプトでは1984年にサラディンの鷲の国章が復活している。
1988年に独立を宣言したパレスチナ国もサラディンの鷲を国章に採用している。1991年に実質的に独立したソマリランドは1996年にサラディンの鷲を使った国章を制定したが、同国は国際的には承認されていない。

## サラディンの鷲を採用している国章

エジプトの国章
イラクの国章
パレスチナの国章
イエメンの国章

## サラディンの鷲を採用している未承認の国・地域の国章

クルディスタン地域の紋章
ソマリランドの国章

## サラディンの鷲を使った過去の国章

エジプトの国章 (1953–1958)
アラブ連合共和国の国章 (1958–1971)
リビア・アラブ共和国の国章 (1969–1972)
南イエメンの国章 (1967-1970)
北イエメンの国章 (1962-1966)
北イエメンの国章 (1966-1974)
北イエメンの国章 (1974–1990)